# Шипперли, Нил
Нил Джейсон Шипперли (англ. Neil Jason Shipperley; род. 30 октября 1974, Чатем, Кент) — английский футболист, игравший на позиции нападающего, тренер.

## Карьера
Шипперли начал свою карьеру в качестве юниора в «Челси». После того, как окончил школу в 1991 году, вскоре стал игроком первой команды, дебютировав в сезоне 1992/93, и забив один гол в трех играх того сезона. Сыграл двадцать четыре матча и забил четыре гола в следующем 1993/94 сезоне, тем не менее, не попав в заявку на финал Кубка Англии 1994 года, который «пенсионеры» проиграли «Манчестер Юнайтед» со счетом 4:0. Он сыграл еще 10 игр в сезоне 1994/95, забив дважды, но, в итоге, не смог получить регулярное место в команде из-за присутствия в команде Марка Штайна, Пола Фэрлонга и Джона Спенсера.